# Coup d'État de 1958 au Pakistan
Le coup d'État de 1958 au Pakistan fait référence aux évènements compris entre le 7 octobre, lorsque le président du Pakistan Iskander Mirza abroge la Constitution de 1956 et déclare la loi martiale, et le 27 octobre, quand Mirza est déposé par le général Ayub Khan, commandant-en-chef de l'armée pakistanaise. Ce premier coup d'État militaire était précédé d'une période politiquement instable qui a vu se succéder sept Premiers ministres depuis 1947.
Le coup d'État est accueilli au Pakistan comme un soulagement contre l'instabilité gouvernementale et le faible leadership politique. Il y a l'espoir qu'un pouvoir fort permettrait de stabiliser l'économie et promouvoir la modernisation et la restauration d'une forme de stabilité démocratique. Le régime d'Ayub Khan est aussi soutenu par des pays étrangers comme les États-Unis.

## Contexte

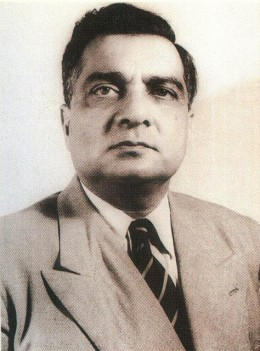
Le président en poste Iskander Mirza.

L'armée pakistanaise, constituée à 77 % de Pendjabis, n'apprécie pas le gouvernement en raison de querelles politiques incessantes et n'est pas non plus attirée par la démocratie en raison du risque de donner du pouvoir aux Bengalis qu'ils n'apprécient pas non plus. C'est dans cette situation tendue qu'un coup d'État miliaire se prépare.
En 1956, l'Assemblée constituante du Pakistan approuve une constitution mettant fin au statut du Pakistan de Dominion indépendant de l'Empire britannique pour créer une République islamique du Pakistan. Le major-général Iskander Mirza, le dernier gouverneur général du Pakistan, est devenu simultanément le premier président de la république. Cependant, la nouvelle constitution a été suivie par des troubles politiques, qui ont vu la succession de quatre premiers ministres, Chaudhry Muhammad Ali, Huseyn Shaheed Suhrawardy, Ibrahim Ismail Chundrigar et Sir Feroz Khan Noon, sur une période de deux ans. Le gouverneur général Malik Ghulam Muhammad instaure un dangereux précédent en destituant les premiers ministres. Beaucoup considéraient que Mirza manipulait la constitution et incitait au renversement des gouvernements. La succession rapide des premiers ministres fait naître dans l'armée et dans l'opinion publique l'idée que les politiques pakistanais sont trop faibles et corrompus pour gouverner efficacement et que le système parlementaire est défectueux.

## Déroulement

### Instauration de la loi martiale
Ayub Khan, d'origine pachtoune, oblige le président Iskander Mirza à imposer la loi martiale le 7 octobre 1958. Sous la pression, Mirza abroge la constitution de 1956, décrite comme « impraticable » et pleine de « compromis dangereux ». Il destitue le gouvernement de Sir Feroz Khan Noon, dissout l'Assemblée nationale du Pakistan et les législatures provinciales. Mirza interdit également tous les partis politiques.

### Démission du président Iskander Mirza
Le 27 octobre, Iskander Mirza démissionne de son poste de président, le transférant à Ayub Khan. Les deux hommes se voyaient comme rivaux à leurs positions respectives. Mirza pensait que sa propre position était devenue largement redondante après qu'Ayub Khan a assumé la plupart des pouvoirs exécutifs en tant qu'administrateur en chef de la loi martiale et premier ministre, et a agi pour s'affirmer, tandis qu'Ayub Khan pensait que Mirza conspirait contre lui,. Il est largement admis que Ayub Khan et les généraux qui lui sont fidèles ont forcé Mirza à démissionner,.
Mirza est emmené à Quetta, la capitale de la province du Baloutchistan, avant d'être exilé le 27 novembre à Londres en Angleterre, où il réside jusqu'à sa mort en 1969.

### Mesures de consolidation

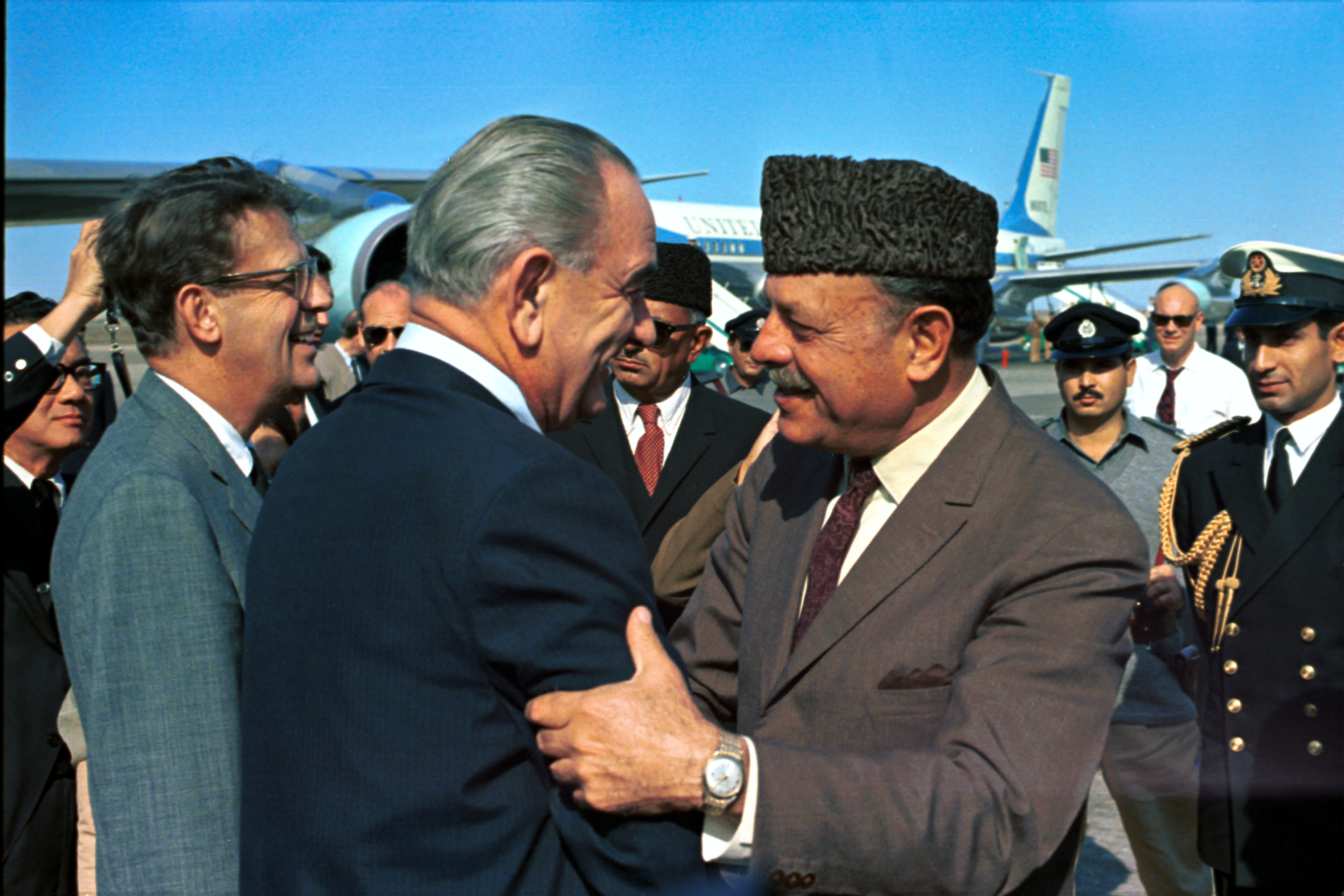
En 1967,
Ayub Khan reçoit le président américain Lyndon B. Johnson à Karachi.

Ayub Khan combine les fonctions de président et de Premier ministre, devenant à la fois chef de l'État et du gouvernement. Il crée un cabinet de technocrates, diplomates et officiers militaires dont les membres comprennent le maréchal de l'Air Asghar Khan et le futur Premier ministre Zulfikar Ali Bhutto. Contrairement aux futurs dirigeants militaires pakistanais tels que les généraux Zia-ul-Haq et Pervez Musharraf, Ayub Khan ne cherche pas à occuper simultanément les postes de président et de chef de l'armée. Il nomme le général Muhammad Musa comme nouveau commandant en chef. Ayub Khan obtient également la validation judiciaire du coup d’État lorsque la Cour suprême du Pakistan valide et légalise sa prise de contrôle en vertu du « principe de nécessité »,,.

## Réactions
Le coup d'État a été accueilli positivement au Pakistan comme un soulagement après plusieurs années d'instabilité des gouvernements et de faible leadership politique. Il suscite l'espoir d'un leadership central fort qui pourrait stabiliser l'économie et promouvoir la modernisation et le rétablissement d'une forme stable de démocratie. Le régime d'Ayub Khan obtient le soutien de gouvernements étrangers tels que les États-Unis.